# بياوين (نمة شير)
بیاوین (بالفارسية: پیاوین) هي قرية تقع في إيران في قسم نمة شیر الريفي. يقدر عدد سكانها بـ 179 نسمة بحسب إحصاء 2016.